# 系外衛星

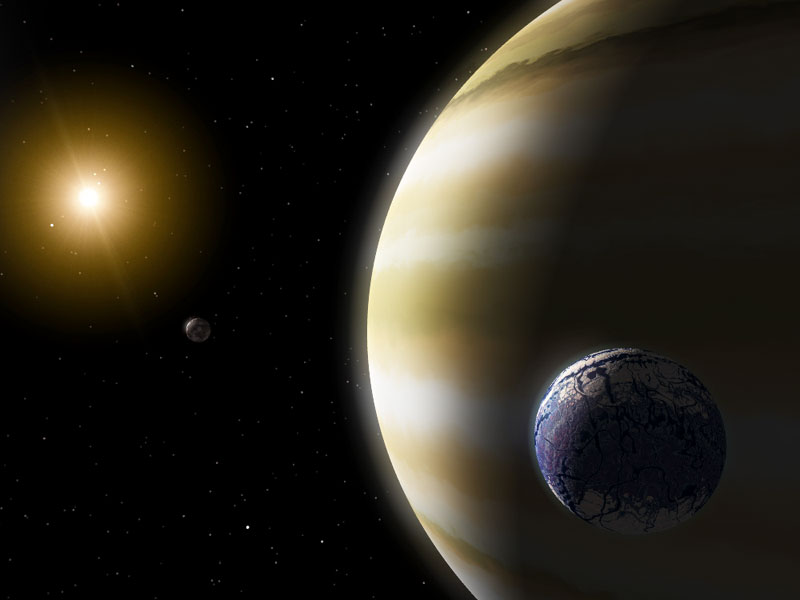
藝術家想像的系外衛星

系外衛星泛指在系外行星周圍依照閉合軌道做週期性運行的衛星，雖然目前人類尚未發現任何系外衛星，但是理論上應該有許多衛星運行在系外行星周圍。不過要偵測到系外衛星是非常困難的。

## 褐矮星衛星的定義
傳統定義指出衛星是在行星周圍依照閉合軌道做週期性運行的天體，但是天文學家在褐矮星周圍發現行星大小的衛星，造成行星與衛星之間的分際相當模糊，因為褐矮星這種低質量的天體被視為失敗的恆星。為了避免造成混亂，國際天文學聯合會宣布：「真實質量低於進行氘核聚變質量的天體，該軌道上的恆星或恆星殘餘物視為行星。」根據天文學家的計算，天體要氘核聚變質量要達到木星質量的13倍以上，群眾為對象的太陽 金屬量。國際天文學聯合會的定義指出，天體質量比這個下限還小被視為一顆行星，不論它們是如何形成。

## 特徵
天文學家尚未發現任何系外衛星，因此它們的物理性質仍是一個未知數。然而，它們彼此之間的差異可能很大，就像太陽系裡面的衛星一樣。如果系外巨行星位於可居住區裡面的話，它的大型衛星可能可以維持生命存在。

## 轨道倾角
对于距离恒星不太远的类地行星的撞击产生的卫星，由于恒星的潮汐作用，预计卫星的轨道平面将倾向于与行星围绕恒星的轨道对齐，但如果行星-月球距离较小，则可能倾斜。对于气态巨行星来说，卫星的轨道将倾向于与这颗巨行星的赤道对齐，因为它们形成于环绕行星的圆盘中。

## 靠近恒星的行星周围缺少卫星
在圆形轨道上靠近恒星的行星会轻视并潮汐锁定。当行星的旋转速度减慢时，行星的同步轨道半径从行星向外移动。对于潮汐锁定在恒星上的行星，月球绕行星同步轨道的距离在行星的希尔球之外。这颗行星的山丘球体是它的引力支配恒星引力的区域，因此它可以抓住它的卫星。行星同步轨道半径内的卫星将螺旋进入行星。因此，如果同步轨道在山球之外，那么所有的卫星都会螺旋进入行星。如果同步轨道不是三体问题，那么在这个半径之外的卫星在到达同步轨道之前将逃离轨道。
潮汐引起的迁移研究为这一现象提供了一个可行的解释。研究表明，主行星的物理演化（即内部结构和大小）对其最终命运起着重要作用：同步轨道可能成为瞬变状态，卫星很容易在半渐近半长轴上停滞，甚至从系统中弹出，在那里会出现其他影响。反过来，这将对系外卫星的探测产生重大影响。

## 觀測方法

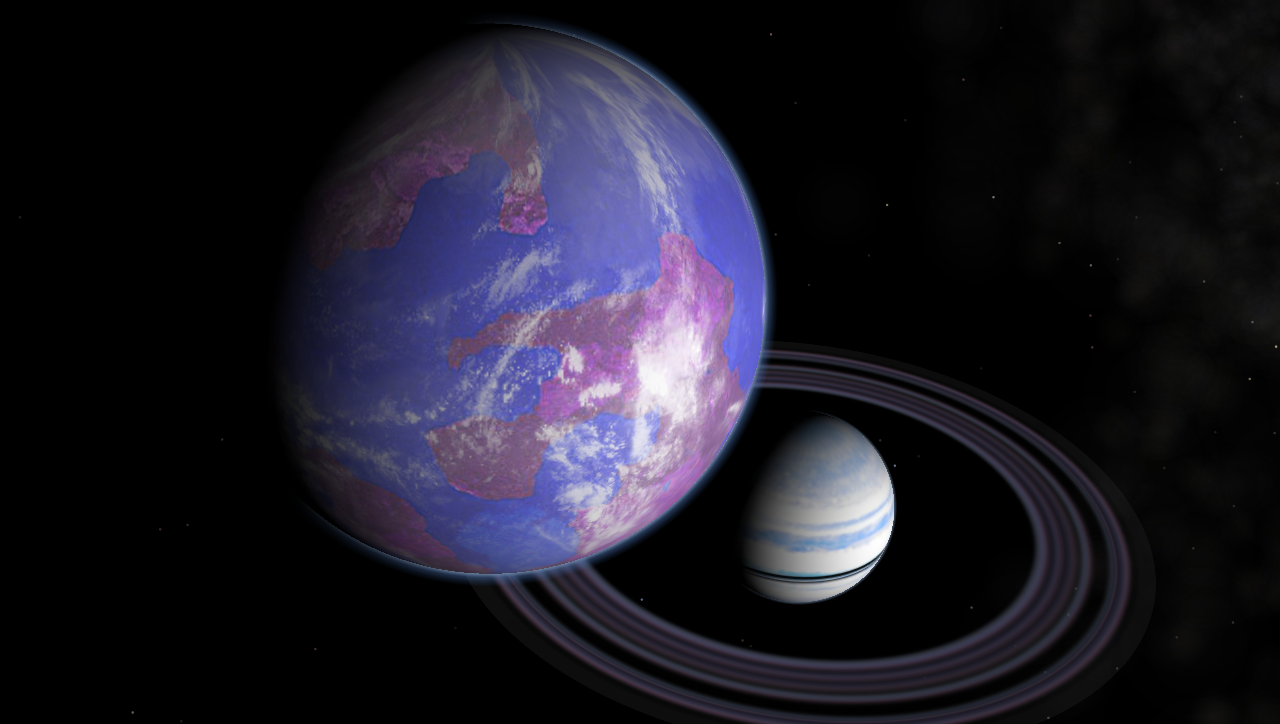
藝術家想像的系外行星（類似土星）與衛星（類似地球）

雖然天文學家尚未發現任何系外衛星，但是理論上許多系外行星都應該擁有衛星。儘管行星獵人利用都普勒光譜法來發現許多系外行星，但是無法利用這種技術來系外衛星。這是因為行星與衛星造成的恆星光譜的轉移，將會以一個點在軌道上的移動，所以無法分辨出行星與衛星。因此天文學家將會用下列幾種方式來偵測系外衛星：
- 凌日時間影響
- 照相法
- 凌日法
- 天體測量法
- 脈衝星計時法
- 都普勒光譜法（針對行星使用）
- 重力微透鏡法
- 無線電波（類似木卫一和木星間發射電波）

### 凌日時間影響
倫敦大學學院的天文學家大衛·基平（David Kipping）在2009年發表了一篇文章，概述天文學家如何觀測衛星穿越行星時產生的變化。在後續的研究中，大衛·基平與其他天文學家認為開普勒太空望遠鏡可以偵測到位於適居帶的系外衛星。

### 照相法
要對系外衛星直接拍攝照片是極具挑戰性任務，比對系外行星更難，因為衛星的亮度及大小都不及行星。小型的系外衛星更是難以使用這個方法偵測到。

### 凌日法
當系外行星通過主星前面的時候，天文學家可以觀測到恆星的光度產生小幅度的下降。這種現象也被稱為掩星，與行星的半徑成正比例變動。如果行星及衛星通過主星的前面，它們都會對於恆星的光度產生影響。當它們通過主星的前面時可能會出現行星－衛星蝕，但這種情況的概率相對較低。

### 微引力透鏡
韓國天文學家在2002年建議利用微引力透鏡來探測系外行星附近的衛星 。研究人員發現偵測衛星在透鏡光度曲線中的信號非常困難，因為信號的來源有限而被嚴重模糊，而恆星的半徑角度過小也造成阻礙。  人馬座中一顆恒星明亮的瞬間 —微引力透鏡 ，但目前還沒被確認 MOA-2011-BLG-262  .

### 都普勒光譜法
天文學家已經成功利用都普勒光譜法辨識出幾顆系外行星，包括HD 189733 b與HD 209458 b。天文學家偵測到的光譜質量明顯比恆星光譜更受到雜訊的影響。光譜分辨率及接收到的光譜特徵所需要的水準遠低於天文學家對於系外行星進行都普勒光譜法所需的水準。

### 脈衝星計時法
澳大利亞蒙納士大學的天文學家劉易斯、薩基特及Mardling 在2008年提出使用脈衝星計時法來探測脈衝星行星的衛星。作者們運用他們的方法對PSR B1620-26 b進行偵測，並發現一個衛星可以穩定存在的區域，如果衛星的軌道距離行星為行星公轉軌道的五十分之一，質量為行星5％以上。

## 候选行星

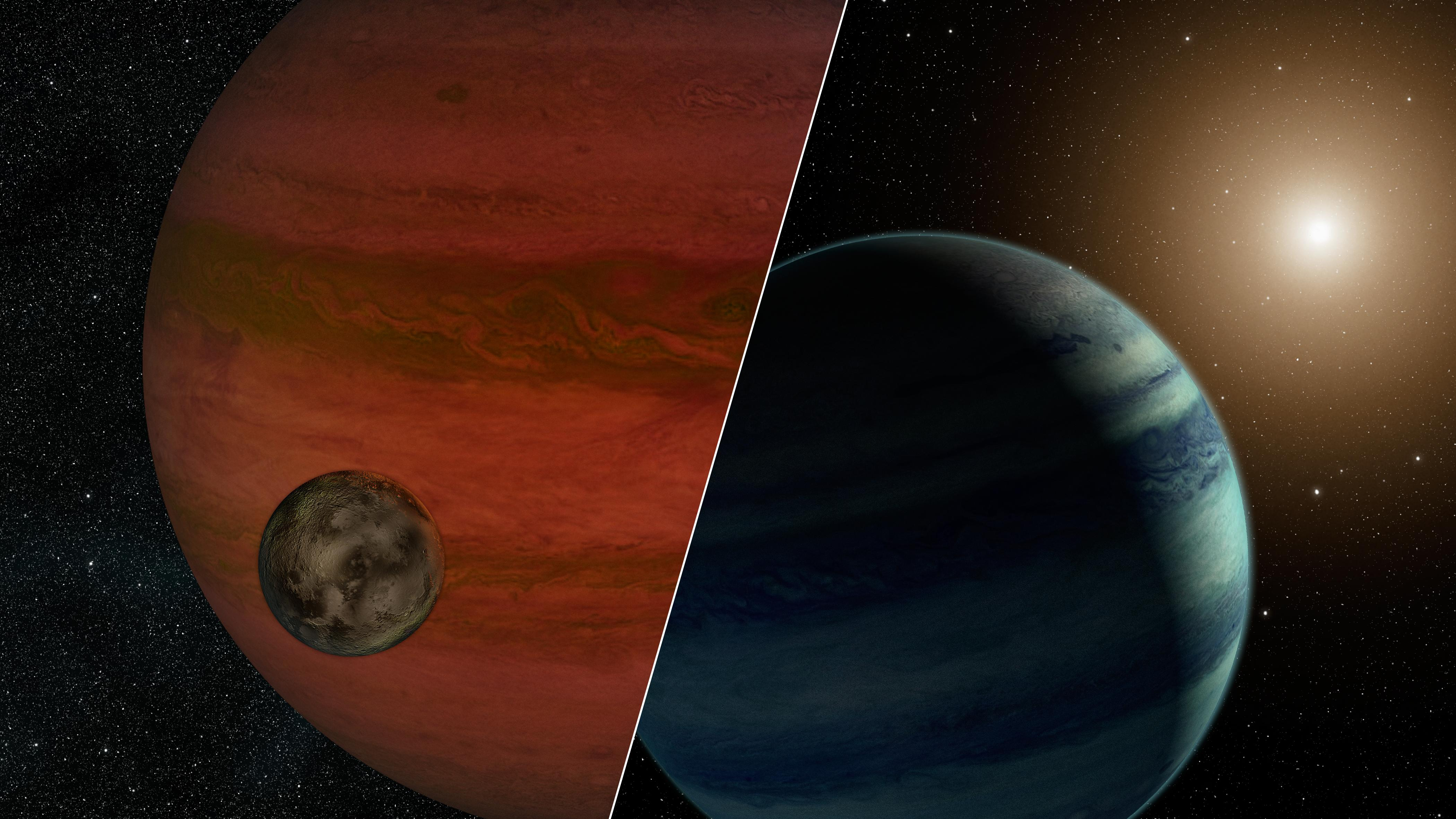
艺术家对MOA-2011-BLG-262系统的印象。

据推测，位于半人马座的恒星1SWASP J140747.93-394542.6可能有一颗带卫星的行星。 确认的太阳系外行星WASP-12b也可能拥有一个月球。

艺术家想像的开普勒1625b与其可能的卫星开普勒1625b I。

2013年12月，MOA-2011-BLG-262的一颗候选系外卫星被宣布，但由于微透镜事件建模的退化，观测结果也可以解释为海王星质量行星绕着一颗低质量红矮星运行，作者认为这种情况更有可能发生。 几个月后的2014年4月，这個候选行星也出现在新闻中。
2018年10月，研究人员利用哈勃太空望远镜发表了对候选系外卫星开普勒1625b I的观测结果，这表明宿主行星可能有几个木星质量，而系外卫星的质量和半径可能与海王星相似。这项研究得出结论，外月假说是对现有观测结果最简单和最好的解释，尽管它警告说，很难对其存在和性质给出精确的概率。

### 列表
| 行星的主恒星               | 行星名称          | 行星质量 （MJ） | 行星半长轴（AU） | 卫星半长轴 | 卫星质量 （M⊕） | 注释 |
| -------------------------- | ----------------- | --------------- | ---------------- | ---------- | --------------- | --- |
| 1SWASP J140747.93-394542.6 | J1407b            | 14–26           | 2.2–5.6          | 0.24 AU    | <0.3            | 两个可能的卫星位于J1407b附近的小环隙中。                                                                                                 |
| 1SWASP J140747.93-394542.6 | J1407b            | 14–26           | 2.2–5.6          | 0.25 AU    | <0.3            | 两个可能的卫星位于J1407b附近的小环隙中。                                                                                                 |
| 1SWASP J140747.93-394542.6 | J1407b            | 14–26           | 2.2–5.6          | 0.40 AU    | <0.8            | 可能的卫星位于于J1407b附近的大环隙中。                                                                                                   |
| HD 189733                  | HD 189733 b       | 1.13            | 0.031            | 16 RP      | ?               | 通过研究HD 189733 b发出的光周期性的增加和减少而发现。在行星的希尔球之外。                                                                |
| 开普勒1625                 | 开普勒1625b       | <11.6           | 0.98             | 45 RP      | 10              | 可能是海王星大小的外月或双行星，由过境观测表明。                                                                                         |
| N/A                        | MOA-2011-BLG-262L | 3.6             | N/A              | 0.13 AU    | 0.54            | 由微透镜发现的；然而，还不知道这个系统是一个围绕自由漂浮行星运行的次地球质量的系外卫星，还是一个围绕低质量红矮星运行的海王星质量的行星。 |
| N/A                        | MOA-2015-BLG-337L | 9.85            | N/A              | 0.24 AU    | 33.7            | 由微透镜发现的；然而，还不知道这个系统是一个围绕自由漂浮行星运行的超级海王星质量行星，还是一个双星褐矮星系统。                           |
| WASP-12                    | WASP-12b          | 1.465           | 0.0232           | 6 RP       | 0.57–6.4        | 通过研究WASP-12b发出的光周期性的增加和减少而发现。在行星的希尔球之外。                                                                   |
| WASP-49                    | WASP-49b          | 0.37            | 0.0379           | ?          | ?               | WASP-49b周围的钠膜可能是由一个类似于木卫一的卫星造成的。                                                                                 |

## 检测项目
作为克卜勒任務的一部分，开普勒搜寻系外卫星（HEK）项目旨在探测外卫星。

## 适居性
目前至少有两篇刊发在同行审阅的期刊上的论文研究了系外卫星的适居性。René Heller & Rory Barnes 讨论了恒星和行星（母星的热辐射及反射光）对卫星的光照影响，以及卫星蚀对平均轨道表面的照明影响。同时还讨论了潮汐加热对适居性的威胁。在论文的第四节，作者引入了新概念来定义卫星的适居轨道。提到了环绕行星的适居带，作者将围绕某个行星的适居卫星内边界称为环绕行星的“适居边缘”，内适居边界由总光照（行星和恒星）和潮汐加热的效果决定。超过适居边缘的卫星无法拥有生命。在第二个研究中，René Heller   还探讨了蚀和卫星轨道稳定性对系外卫星适居性的影响。他发现，根据卫星轨道偏心率的不同，适居卫星所在行星系的恒星的质量至少要为0.2倍的太阳质量。

## 外部連結
- Shadow Moons: The Unknown Sub-Worlds that Might Harbor Life （页面存档备份，存于）
- Likely First Photo of Planet Beyond the Solar System（页面存档备份，存于）
- Working Group on Extrasolar Planets - Definition of a "Planet" Position statement on the definition of a planet. (IAU)